# ليو فان فليت
ليو فان فليت (بالهولندية: Leo van Vliet)‏ ولد بتاريخ 15 نوفمبر 1955 في هولندا، هو دراج هولندي سابق في صنف سباق الدراجات على الطريق. سبق أن شارك في دورة الألعاب الأولمبية الصيفية.

## سجل النتائج

### سباقات أو مراحل فاز بها
- طواف فرنسا

## وصلات خارجية
- الموقع الرسمي

## روابط خارجية
- ليو فان فليت على موقع أرشيف الدراجات (الإنجليزية)
- ليو فان فليت على موقع إحصائيات الدراجات الإحترافية (الإنجليزية)
- ليو فان فليت على موقع CycleBase (الإنجليزية)
- ليو فان فليت على موقع أوليمبيديا (الإنجليزية)